# 質任制
質任制是魏晉時期為了推行兵戶制而採取的措施，讓要出戰的將領和兵戶的家人居住在國家重地，如洛陽等地，以作為人質，防止他們叛逃。曹魏時期針對的是將領的家人和兵戶，而到兩晉時期則是只針對兵戶。隨著隋唐时期征兵制度的出現，質任制隨同兵戶制一同消失。

## 起源與實施
於周朝時已有以家人作為人質的案例，如周鄭交惡，周朝以王子狐入鄭，作為人質以換取鄭國的信任。而春秋戰國時期則演變成人質制，稱之「質子」，曹魏時變成質任制。
漢朝罷黜百家，獨尊孺術，故有忠孝父母的社會風氣。在此條件下，有利於質任制的實行，清代楊辰在其書<<三國會要>>中也提及，曹魏時期，每一個出征的將領，都要將其父母留在朝廷的核心地帶或重要都市，如洛陽、鄴城、許都等。假如他們叛變或逃跑，就會用家人作威脅或直接處死。在忠孝的風氣下，大部分將卒寧可犧牲自己，也要保全父母。
如徐庶本是輔佐劉備，後得知母親在曹操手上，轉而投靠曹操。
士亡法是一條律令，用以有效執行質任制，懲罰不服從的人。在質任制下，假如逃跑，將會禍及家人，輕則成為奴婢，重則被誅殺，因此在士亡法的威迫下，只能服從，以換取家人的安全。

## 背景
漢末由於軍閥割據，受戰爭的影響，土地荒廢，產能大減，民不聊生，很多人因飢荒而亡，儘管曹操有著很大一片土地，但是人口卻很少。為解決這兩個問題，而提出質任制作為解決方法。首先曹操手下的軍隊相當複雜，因為他缺乏兵力，所以他在打仗的同時，會一邊接收敵兵(平民或降卒)，他手下的兵有汝南兵、冀州兵、青州兵、泰山兵等，各有其背景，關係複雜。並且因為他們是從敵方陣營收服過來的，曹操不太信任他們，故此施以質任，以控制他們。另外為了解決糧食的問題，他將這些收取的兵分為強兵和弱兵，強兵可編入兵戶，弱兵則列入民戶，兵戶負責打仗，而民戶用以生產糧食，同時以質任制約束他們，以讓他們賣力戰鬥和農耕。
在西晉時，晉武帝解除了各級軍官家屬的質任，只剩下兵戶會受到質任制所影響。因西晉時，唯一敵對的東吳國力已經衰弱，在軍力上已經不是西晉的對手，加上各級軍官在晉朝創立的時候已跟隨著司馬家族，他們不大可能叛變，並且解除他們的質任的同時，可以增加他們對晉朝的忠誠度和信任感。然而，就算東吳國力衰退，但是全國還沒統一，所以還是需要保留兵力對付東吳，加上有些兵力是源自蜀漢，不能完全相信。此外兵戶也能幫助生產糧食，所以西晉把兵戶的質任保留了下來。
到了東晉，因世族勢力坐大，皇權變弱，所以朝廷需要兵戶以保持他們的統治力量，進而防止世族們的叛變。另外東晉的質任也用作在謫兵制之下的罪犯，他們因謫兵制而成為了兵戶，所以要以質任制來束縛他們。此外質任制也發生了變化，家屬會隨軍隊的移動，到附近居住以從事屯田或服雜役。因為世族勢力變得強大，朝廷的軍隊也需要足夠的兵力以抗衡，所以他們需要兵戶，加上家屬在附近的屯田服役的話可以順便得到糧食。而有些則是因為當時有兼併土地的風氣，使農民破產，為求生存，只得全家成為兵戶。最後就是因為當時有著內亂和對外戰爭，使得軍隊人口和社會人口一直在減少，為了顧及軍隊的數量，使得東晉的質任制有所改變，成為家屬和軍隊附在一起的局面。